# Natri peroxide
Natri peroxide là một hợp chất vô cơ có công thức hóa học Na2O2. Đây là một sản phẩm của phản ứng đốt natri với oxy. Nó là một oxit base và là chất oxy hóa mạnh. Nó tồn tại trong nhiều dạng hydrat và pehydrat như Na2O2·2H2O2·4H2O, Na2O2·2H2O, Na2O2·2H2O2, và Na2O2·8H2O.

## Đặc tính
Natri peroxide kết tinh ở dạng cấu trúc lục phương. Trên nhiệt độ nóng chảy, cấu trúc lục phương chuyển qua quá trình quá độ sang một cấu trúc chưa được biết đến ở 512 °C.  Ở nhiệt độ cao hơn nhiệt độ nóng chảy 675 °C, hợp chất phân hủy, giải phóng O2, trước khi đạt đến điểm sôi.
Natri peroxide bị hiđrat hoá tạo thành Na2O2 .8H2O. Sau đó hợp chất này bị thủy phân tạo ra sodium hydroxide và hydro peroxide theo phản ứng: 
Na2O2 + 2H2O → 2NaOH + H2O2

## Điều chế
Phương pháp tổng hợp không còn quan trọng nữa vì sự phát triển của các phương pháp hiệu quả theo hydro peroxide. Ban đầu natri peroxide được điều chế với khối lượng lớn bằng phản ứng giữa natri và oxi ở 130–200 °C, một quá trình trong đó sinh ra natri oxit, một chất trung gian:
4Na + O2→ 2Na2O
2Na2O + O2→ 2Na2O2
Một số cách chuyên môn hóa hơn được phát triển. Ở nhiệt độ thấp (0–20 °C), O2 phản ứng với hỗn hống NaHg loãng (0,1–5%). Nó còn được điều chế bằng cách dẫn khí ozon qua dung dịch natri iodide trong ống platin hay palađi. Ozon oxy hóa natri tạo ra natri peroxide. Iod được giải phóng dưới dạng tinh thể, có thể thăng hoa khi đun nóng nhẹ. Platin hay palađi làm xúc tác cho phản ứng và không bị natri peroxide tấn công.

## Sử dụng
Natri peroxide được dùng để tẩy bột giấy gỗ trong sản xuất giấy và in ấn. Gần đây nó được dùng chủ yếu trong các hoạt động thí nghiệm chuyên môn, ví dụ như tách kim loại khỏi quặng. Sodium peroxide có thể tìm với tên thương mại Solozone và Flocool. Trong các phản ứng điều chế, natri peroxide  dùng làm chất oxy hóa. Nó còn làm nguồn cung cấp oxi bởi phản ứng giữa nó với carbon dioxide giải phóng oxy và tạo ra natri cacbonat; vì thế nó rất hữu ích trong các thiết bị lặn, tàu ngầm,… potassium superoxide cũng có ứng dụng tương tự.
Nó còn dùng trong điều chế mẫu thử bởi tổng hợp peroxide (peroxide fusion) và phân tích sau đó bởi AA hay ICP.